# Primera divisió espanyola de futbol 1942-1943
Resum de l'activitat de la temporada 1942-1943 de la Primera divisió espanyola de futbol.

## Equips participants
| Club                | Ciutat               | Estadi           |
| ------------------- | -------------------- | ---------------- |
| Atlético Aviación   | Madrid               | Metropolitano    |
| Atlético Bilbao     | Bilbao               | San Mamés        |
| FC Barcelona        | Barcelona            | Les Corts        |
| CE Castelló         | Castelló de la Plana | El Sequiol       |
| Celta de Vigo       | Vigo                 | Balaídos         |
| Deportivo La Coruña | La Corunya           | Riazor           |
| RCD Espanyol        | Barcelona            | Sarrià           |
| Granada CF          | Granada              | Los Cármenes     |
| Reial Oviedo        | Oviedo               | Buenavista       |
| Reial Betis         | Sevilla              | Patronato Obrero |
| Reial Madrid        | Madrid               | Chamartín        |
| Sevilla FC          | Sevilla              | Nervión          |
| València            | València             | Mestalla         |
| Reial Saragossa     | Saragossa            | Torrero          |

## Classificació general
| Pos | Equip                  | PJ | PG | PE | PP | GF | GC | DG  | Pts | Classificació o descens |
| --- | ---------------------- | -- | -- | -- | -- | -- | -- | --- | --- | ----------------------- |
| 1   | Atlético Bilbao (C)    | 26 | 16 | 4  | 6  | 73 | 38 | +35 | 36  | Campió                  |
| 2   | Sevilla FC             | 26 | 15 | 3  | 8  | 63 | 47 | +16 | 33  |                         |
| 3   | FC Barcelona           | 26 | 14 | 4  | 8  | 77 | 50 | +27 | 32  |                         |
| 4   | CE Castelló            | 26 | 13 | 5  | 8  | 41 | 43 | −2  | 31  |                         |
| 5   | Celta de Vigo          | 26 | 14 | 2  | 10 | 52 | 50 | +2  | 30  |                         |
| 6   | Reial Oviedo           | 26 | 12 | 4  | 10 | 53 | 63 | −10 | 28  |                         |
| 7   | València               | 26 | 10 | 7  | 9  | 58 | 45 | +13 | 27  |                         |
| 8   | Atlético Aviación      | 26 | 11 | 5  | 10 | 54 | 44 | +10 | 27  |                         |
| 9   | Deportivo de La Coruña | 26 | 7  | 12 | 7  | 35 | 32 | +3  | 26  |                         |
| 10  | Reial Madrid           | 26 | 10 | 5  | 11 | 52 | 50 | +2  | 25  |                         |
| 11  | Granada CF (O)         | 26 | 9  | 6  | 11 | 45 | 51 | −6  | 24  | Promoció                |
| 12  | RCD Espanyol (O)       | 26 | 9  | 4  | 13 | 56 | 68 | −12 | 22  | Promoció                |
| 13  | Reial Saragossa (R)    | 26 | 2  | 9  | 15 | 25 | 57 | −32 | 13  | Descens                 |
| 14  | Reial Betis (R)        | 26 | 2  | 6  | 18 | 28 | 74 | −46 | 10  | Descens                 |

## Resultats
| Casa \ Fora            | AAV | ATB | BAR | CAS | CEL | DEP | ESP | GRA | OVI | BET | RMA | SEV | VAL | ZAR |
| ---------------------- | --- | --- | --- | --- | --- | --- | --- | --- | --- | --- | --- | --- | --- | --- |
| Atlético Aviación      | —   | 2–3 | 4–0 | 5–1 | 3–1 | 1–2 | 2–3 | 7–1 | 3–0 | 5–1 | 2–1 | 1–0 | 1–1 | 3–1 |
| Atlético Bilbao        | 5–2 | —   | 5–2 | 4–0 | 4–0 | 0–2 | 2–1 | 4–1 | 8–1 | 5–0 | 3–2 | 5–0 | 5–1 | 2–0 |
| FC Barcelona           | 5–0 | 1–3 | —   | 7–1 | 8–0 | 1–1 | 2–0 | 5–2 | 6–2 | 4–1 | 5–5 | 3–1 | 1–2 | 4–1 |
| CE Castelló            | 0–0 | 2–2 | 0–2 | —   | 5–0 | 3–1 | 2–1 | 3–2 | 3–0 | 3–0 | 3–0 | 2–0 | 1–0 | 3–0 |
| Celta de Vigo          | 1–1 | 4–1 | 4–2 | 5–0 | —   | 0–1 | 3–2 | 8–3 | 2–0 | 4–2 | 2–1 | 1–0 | 2–0 | 3–2 |
| Deportivo de La Coruña | 0–0 | 2–0 | 2–2 | 0–1 | 3–1 | —   | 2–2 | 2–2 | 0–1 | 0–0 | 1–2 | 1–1 | 2–2 | 3–1 |
| RCD Espanyol           | 4–2 | 2–2 | 1–3 | 3–1 | 1–0 | 1–1 | —   | 2–1 | 5–0 | 3–0 | 4–2 | 1–2 | 1–0 | 0–0 |
| Granada CF             | 3–1 | 1–3 | 2–3 | 1–2 | 3–1 | 1–2 | 2–2 | —   | 3–1 | 6–2 | 1–0 | 4–3 | 4–2 | 1–1 |
| Reial Oviedo           | 2–1 | 3–3 | 3–2 | 4–1 | 1–0 | 1–1 | 3–1 | 4–2 | —   | 4–1 | 3–4 | 4–4 | 4–1 | 1–1 |
| Reial Betis            | 1–2 | 3–1 | 0–2 | 1–1 | 1–3 | 1–1 | 1–1 | 0–1 | 1–2 | —   | 3–1 | 2–5 | 2–2 | 1–1 |
| Reial Madrid           | 1–3 | 2–0 | 3–0 | 0–0 | 2–4 | 4–3 | 7–0 | 2–2 | 2–1 | 3–1 | —   | 1–1 | 0–1 | 2–1 |
| Sevilla FC             | 2–1 | 2–0 | 4–2 | 4–1 | 2–0 | 2–1 | 4–2 | 3–2 | 0–5 | 5–0 | 3–0 | —   | 3–1 | 6–0 |
| València               | 3–0 | 2–2 | 2–4 | 1–2 | 1–1 | 1–0 | 3–0 | 3–2 | 7–0 | 8–3 | 3–3 | 4–2 | —   | 7–0 |
| Reial Saragossa        | 2–2 | 0–1 | 1–1 | 0–0 | 1–2 | 1–1 | 4–2 | 2–3 | 1–3 | 1–0 | 0–2 | 3–4 | 0–0 | —   |

### Fase final de segona divisió
| Posició | Equip             | J  | PTS. |
| ------- | ----------------- | -- | ---- |
| 1       | CE Sabadell       | 10 | 13   |
| 2       | Reial Societat    | 10 | 12   |
| 3       | Reial Valladolid  | 10 | 11   |
| 4       | Sporting de Gijón | 10 | 10   |
| 5       | SD Ceuta          | 10 | 8    |
| 6       | Xerez CD          | 10 | 6    |

| Ascens | Promoció |

### Promoció
| Granada CF | 2–0 | Reial Valladolid |
| ---------- | --- | ---------------- |
|            |     |                  |

 Camp de Las Corts, (Barcelona)        
| RCD Espanyol | 2–1 | Sporting de Gijón |
| ------------ | --- | ----------------- |
|              |     |                   |

 Estadi Metropolitano, (Madrid)        

### Resultats finals
- Campió: Athletic Club.
- Descensos: Reial Saragossa i Betis.
- Ascensos: CE Sabadell i Reial Societat.
- Màxim golejador:  Marià Martín (FC Barcelona).
- Porter menys golejat:  Juan Acuña (Deportivo de La Coruña).

## Màxims golejadors
| Posició | Jugador       | Equip         | Gols |
| ------- | ------------- | ------------- | ---- |
| 1r      | Marià Martín  | FC Barcelona  | 30   |
| 2n      | Mundo         | València CF   | 23   |
| 3r      | Josep Juncosa | RCD Espanyol  | 22   |
| 4t      | Basilio       | CE Castelló   | 20   |
| 5è      | Telmo Zarra   | Athletic Club | 17   |

## Porter menys golejat
| Posició | Jugador            | Equip                  | Gols | Partits | Mitjana |
| ------- | ------------------ | ---------------------- | ---- | ------- | ------- |
| 1r      | Juan Acuña         | Deportivo de La Coruña | 31   | 25      | 1,24    |
| 2n      | Fernando Tabales   | Atlético Aviación      | 33   | 22      | 1,5     |
| 3r      | Ignacio Eizaguirre | València CF            | 42   | 24      | 1,75    |
| 4t      | Gonzalo Marzà      | Reial Madrid           | 42   | 23      | 1,82    |
| 5è      | José María Busto   | Sevilla FC             | 44   | 24      | 1,83    |